# Willem I/II van Berg
Willem I/II van Berg (?, rond 1348 - Düsseldorf, 24 juni 1408) was vanaf 1360 als Willem II graaf van Berg en graaf van Ravensberg en vanaf 1380 als Willem I hertog van Berg.

## Geschiedenis
Hij was een zoon van graaf Gerard van Berg en Ravensberg en Margaretha van Ravensberg († 1389). Na het overlijden van zijn vader in 1360 volgde hij hem op als graaf van Berg en Ravensberg. Daar hij minderjarig was regeerde hij tot zijn volwassenheid samen met zijn moeder die eveneens de graventitel kreeg.
Na zijn volwassenheid huwde Willem op 28 september 1363 met Anna van de Palts (1346-1408), dochter van keurvorst Ruprecht II van de Palts (1325-1398). De hierop volgende jaren, tot 1397, waren de beste jaren van zijn regeerperiode. Hij wist het Bergse territorium in het zuiden af te ronden door Blankenberg en Löwenburg te verwerven. Ravensberg wist hij zeker te stellen door vredesverdragen met de buurterritoria.
In 1371 steunde hij zijn oom, de hertog van Gulik Willem II in de Slag bij Baesweiler tegen de hertog van Brabant. Op 24 mei 1380 verhief Rooms koning Wenceslaus in Aken het graafschap Berg tot hertogdom. 
Willem voerde oorlog tegen het graafschap Mark en het hertogdom Kleef en wilde de vereniging van beide landen dwarsbomen, maar werd in 1397 gevangengenomen in Kleverhamm en verloor Remagen, Kaiserswerth en Sinzig aan zijn neef Adolf IV van Kleef-Mark. Zijn zoons voelden zich hierdoor benadeeld in hun erfdeel en zetten hun vader in 1403 gevangen tot in 1404. Willem verwierf dan weer Blankenberg op Gelderland-Gulik.
Willem en Anna bouwden Düsseldorp, het dorp aan de monding van de Düssel in de Rijn, uit tot de hertogelijke residentiestad Düsseldorf. Met dit doel bouwden ook ze een nieuwe en grote kapittelkerk van Sint-Lambertus.

## Huwelijk en kinderen
Uit het huwelijk van Willem I/II van Berg en Anna van de Palts zijn de volgende kinderen bekend:
- Ruprecht (-1394), bisschop van Passau en Paderborn
- Beatrix (-1395)
- Gerard (-1435), aartsdiaken in Keulen
- Margaretha, in 1379 gehuwd met hertog Otto I van Brunswijk-Göttingen (-1394)
- Adolf (-1437 )
- Willem (1382-1428), graaf van Ravensberg, in 1416 gehuwd met Adelheid van Teckelenburg, en vader van hertog Gerard van Gulik-Berg.

## Voorouders
| Voorouders van Willem I/II van Berg | Voorouders van Willem I/II van Berg                                   | Voorouders van Willem I/II van Berg                                   | Voorouders van Willem I/II van Berg                                      | Voorouders van Willem I/II van Berg                                      | Voorouders van Willem I/II van Berg                                  | Voorouders van Willem I/II van Berg                                  | Voorouders van Willem I/II van Berg                                  | Voorouders van Willem I/II van Berg                                  |
| ----------------------------------- | --------------------------------------------------------------------- | --------------------------------------------------------------------- | ------------------------------------------------------------------------ | ------------------------------------------------------------------------ | -------------------------------------------------------------------- | -------------------------------------------------------------------- | -------------------------------------------------------------------- | -------------------------------------------------------------------- |
| Overgrootouders                     | Gerard V van Gulik (1250-1328) ∞ ? (-)                                | Gerard V van Gulik (1250-1328) ∞ ? (-)                                | Willem III van Holland (1287-1337) ∞ 1305 Johanna van Valois (1294-1352) | Willem III van Holland (1287-1337) ∞ 1305 Johanna van Valois (1294-1352) | Otto III van Ravensberg (1246-1305) ∞ Hedwig van Lippe (1238-1315)   | Otto III van Ravensberg (1246-1305) ∞ Hedwig van Lippe (1238-1315)   | Heinrich van Berg (1247-1290) ∞ Agnes van de Mark (-)                | Heinrich van Berg (1247-1290) ∞ Agnes van de Mark (-)                |
| Grootouders                         | Willem VI van Gulik (1299-1361) ∞ Johanna van Henegouwen (1315-1374), | Willem VI van Gulik (1299-1361) ∞ Johanna van Henegouwen (1315-1374), | Willem VI van Gulik (1299-1361) ∞ Johanna van Henegouwen (1315-1374),    | Willem VI van Gulik (1299-1361) ∞ Johanna van Henegouwen (1315-1374),    | Otto IV van Ravensberg (1276-1328) ∞ Margaretha van Berg (1285-1340) | Otto IV van Ravensberg (1276-1328) ∞ Margaretha van Berg (1285-1340) | Otto IV van Ravensberg (1276-1328) ∞ Margaretha van Berg (1285-1340) | Otto IV van Ravensberg (1276-1328) ∞ Margaretha van Berg (1285-1340) |
| Ouders                              | Gerard van Berg (1325-1360) ∞ Margaretha van Ravensberg (?-1389)      | Gerard van Berg (1325-1360) ∞ Margaretha van Ravensberg (?-1389)      | Gerard van Berg (1325-1360) ∞ Margaretha van Ravensberg (?-1389)         | Gerard van Berg (1325-1360) ∞ Margaretha van Ravensberg (?-1389)         | Gerard van Berg (1325-1360) ∞ Margaretha van Ravensberg (?-1389)     | Gerard van Berg (1325-1360) ∞ Margaretha van Ravensberg (?-1389)     | Gerard van Berg (1325-1360) ∞ Margaretha van Ravensberg (?-1389)     | Gerard van Berg (1325-1360) ∞ Margaretha van Ravensberg (?-1389)     |
| Willem I/II van Berg (1348-1408)    |                                                                       |                                                                       |                                                                          |                                                                          |                                                                      |                                                                      |                                                                      |                                                                      |